# Королевская Нигерская компания
Королевская Нигерская Компания — одна из торговых компаний, созданных правительством Великобритании в XIX веке. Она стала основой современного государства Нигерия.

## История
У сэра Джорджа Таубмана Голди родилась идея присоединить к Британской империи малоизученные районы в нижнем и среднем течении реки Нигер, и на протяжении 20 лет он реализовывал эту идею. Метод, который он выбрал для реализации своей цели, это возрождение государственных торговых компаний (королевских компаний), последняя из которых была Британская Ост-Индская компания. Первым шагом было объединение всех британских коммерческих интересов в регионе современной Нигерии, и это Голди сделал в 1879 году, когда была создана Объединённая Африканская Компания. В 1881 году Голди пытался получить право на устав от правительства Гладстона, но потерпел неудачу.
В это же время французские торговцы, поддерживаемыми Леоном Гамбетта, закрепились в нижнем течении реки, что затрудняло получение компанией прав на территорию, но французские права были выкуплены в 1884 году, что позволило Голди на Берлинской конференции 1884—1885 годов по Западной Африке, присутствуя в качестве эксперта по Нигеру, заявить, что в Нижнем Нигере британцы присутствуют в одиночестве. Так побережье в регионе дельты Нигера оказалась под протекторатом Великобритании. Голди заключил более 400 политических договоров с лидерами племён Нижнего Нигера и с племенами хауса. Сомнения Британского правительства были преодолены, устав был принят (июль 1886 года) и Объединённая Африканская Компания стала Королевской Нигерской компанией с лордом Абердэром в качестве губернатора и Голди в качестве вице-губернатора.

## Потеря территорий
Однако стало очевидно, что частная компания не может конкурировать с государственной поддержкой протекторатов Франции и Германии, следствием чего 1 января 1900 года Королевская Нигерская компания передала свои территории правительству Великобритании за 865 000 фунтов стерлингов. На этих территориях, прибавив к ним небольшой Протекторат побережья Нигера, уже под властью Британской Империи были сформированы два протектората: Северной и Южной Нигерии.

## После 1920-го года
В 1920 году британская компания Lever Brothers купила компанию, которая была зарегистрирована под именем Нигерской компании. В результате негативных тенденций цен на товарном рынке, Королевская Нигерская компания объединилась в 1929 году с Африканской и восточной торговой корпорацией с созданием Объединённой африканской компании. После Lever Brothers в том же году объединилась с Dutch Margarine Union с созданием компании Unilever и Объединённая африканская компания вошла в новый конгломерат.